# Cromno
Cromno o Cromos (en griego, Κρῶμοι o Κρῶμνος o Κρῶμνα) es el nombre de una antigua ciudad griega que en determinados periodos formó parte de Laconia y en otros perteneció a Arcadia.
Se consideraba que su fundador epónimo era un hijo de Licaón llamado Cromo.
Según relata Jenofonte, en 364 a. C. el ejército lacedemonio bajo el mando de Arquidamo tomó Cromno por sorpresa. Arquidamo dejó una guarnición en la ciudad y él, con el resto de sus tropas, regresó a Esparta. Entonces los arcadios pusieron sitio a la ciudad y los lacedemonios enviaron nuevas tropas también bajo el mando de Arquidamo para tratar de que los arcadios levantaran el sitio. Se produjo un choque entre ambos ejércitos y, aunque los arcadios eran inferiores en número, pudieron resistir y mataron a muchos lacedemonios e incluso hirieron a Arquidamo y ambos ejércitos pactaron una tregua. Más tarde los lacedemonios pudieron llegar a Cromno y consiguieron hacer salir de la ciudad a parte de los sitiados pero otros muchos fueron hechos prisioneros por los arcadios.
Según un fragmento de Calístenes mencionado por Ateneo, cuando los arcadios asediaron Cromno, uno de los lacedemonios que permanecían sitiados en la ciudad, Hipodamno, para indicar a sus conciudadanos el estado real de la ciudad, envió a los lacedemonios el mensaje de que su madre debería liberar en el plazo de diez días la mujercita que estaba atada en el templo de Apolo. Si pasaban más de diez días ya no podría liberarla. Ello significaba que los asediados podrían aguantar el hambre —que estaba representada en una pintura en el templo de Apolo— durante diez días, por lo que los lacedemonios se apresuraron a enviar un ejército en su socorro.
Pausanias la ubica en Arcadia, mencionando que fue una de las poblaciones pertenecientes al territorio de los egiteos que se unieron para poblar Megalópolis. Añade que tu territorio, al que llama Cromítide, estaba a cuarenta estadios del río Alfeo. En su tiempo se encontraba en ruinas.
Podría haber estado ubicada en Martiakos Paradision.